# Dzmitry Zhyhunou
Dzmitry Zhyhunou (Réchytsa, 10 de julio de 1996) es un ciclista bielorruso.

## Trayectoria
Destacó como amateur consiguiendo diversas victorias en el campo amateur español. Algunas de ellas son las victorias de etapa conseguidas en la Vuelta a Zamora, la Vuelta a Toledo y en la Vuelta a Cantabria.
Para la temporada 2019, firmó con el conjunto del Fundación Euskadi de categoría Continental, dando así el salto profesional al ciclismo.

## Palmarés
2015
- 2.º en el Campeonato de Bielorrusia en Ruta